# Ermentrud
Ermentrud (* wohl um 870/875) war eine Tochter des westfränkischen Königs Ludwig der Stammler aus dessen erster Ehe, der Ehe mit Ansgard von Burgund. Sie war die Schwester der späteren Könige Ludwig III. und Karlmann und die Halbschwester des Königs Karl der Einfältige.
Zu Ermentruds Leben ist fast nichts bekannt, in zeitgenössischen Quellen tritt sie nicht auf. Ihre Bedeutung erschließt sich lediglich aus einer aus dem 11. Jahrhundert stammenden Tabula Genealogica der Karolinger, durch die sie als Urgroßmutter der Kaiserin Kunigunde von Luxemburg ausgewiesen ist, was wiederum Kunigundes Abstammung von den Karolingern belegt.
Aus dieser Information folgt, dass Ermentrud verheiratet war, ohne dass über den Ehemann etwas bekannt wird, die Hochzeit wird um 888 angenommen. Ermentrud hatte aus dieser Ehe eine Tochter (Geschwister werden nicht gemeldet), die ebenfalls Kunigunde hieß (* 888/895; † nach 923), und die in erster Ehe mit dem späteren Pfalzgrafen Wigerich verheiratet war, in zweiter Ehe mit dem Grafen Richwin von Verdun.
Hlawitschka vermutet Reginar Langhals als Ehemann Ermentruds, was wiederum zur Konsequenz hätte, dass Ermentrud „wahrscheinlich um 892“ starb, da für Reginar eine (zweite) Ehe bezeugt ist, die mit Albrada, aus der der spätere Herzog Giselbert von Lothringen hervorging. Diese Vermutung ist jedoch umstritten, insbesondere bei denjenigen Historikern, die Giselbert als dritten Ehemann von Ermentruds Tochter Kunigunde sehen und somit eine nahe Verwandtschaft zwischen Giselbert und Kunigunde (Halbgeschwister bei gleichem Vater) ausschließen müssen.